# Fangshanlinjen

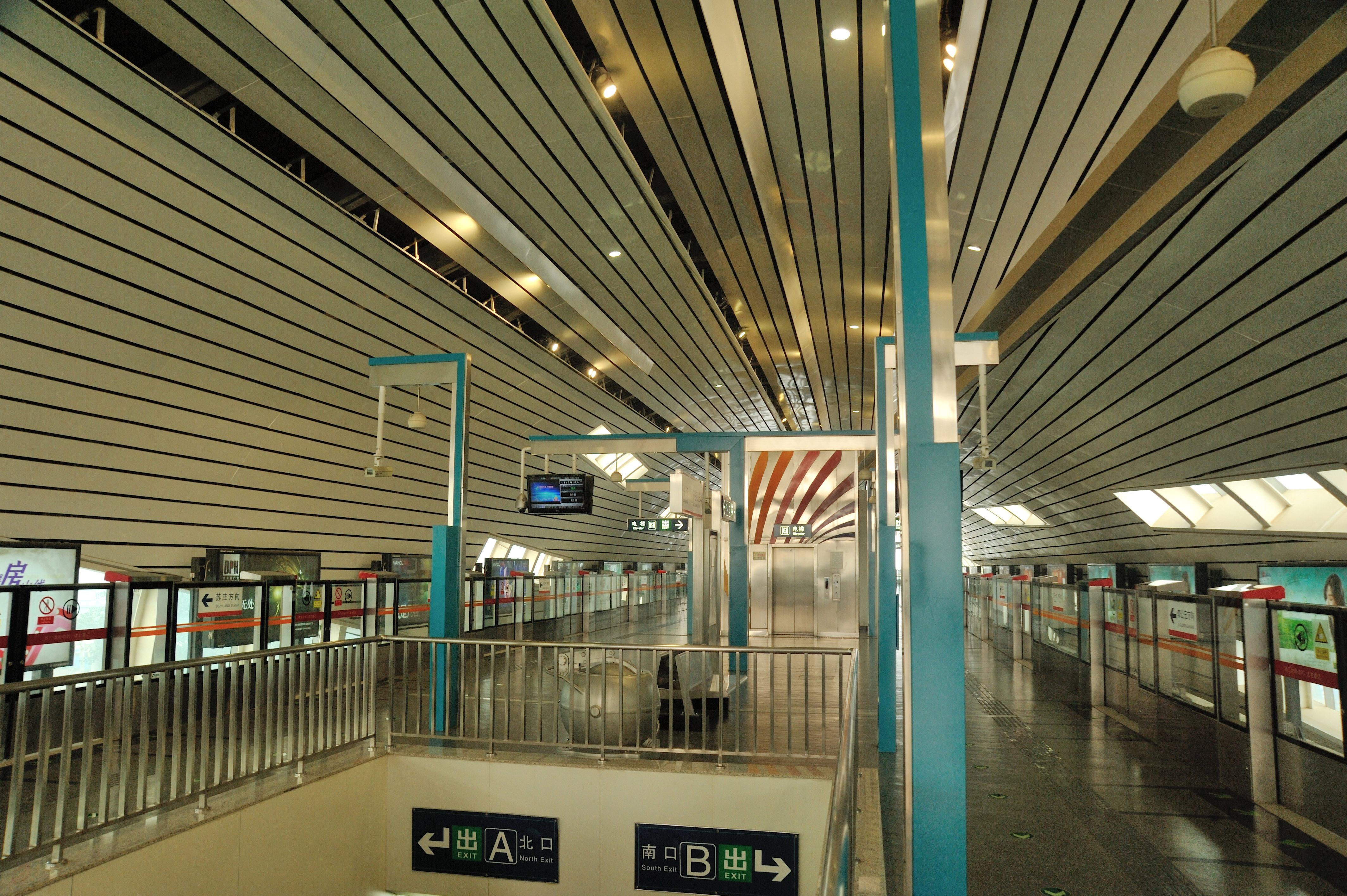
Stationen Changyang på Fangshanlinjen.

Fangshanlinjen (北京地铁房山线; Běijīng dìtiě fángshān xiàn)) är en linje i Pekings tunnelbana. Fangshanlinjen trafikerar sydvästra delen av Peking i Fangshandistriktet och är en fortsättning på Linje 9 mot sydväst. Fangshanlinjen är i kartor och på skyltar märkt med orange färg.     
Fangshanlinjen nordöstra ändstation är Guogongzhuang utanför sydvästra Fjärde ringvägen i Fengtaidistriktet. Linjen fortsätter mot sydväst söder om Pekings världspark vidare över Yongdingfloden in i Fangshandistriktet till Suzhuang nära Jinggang'ao Expressway innanför sydvästra Sjätte ringvägen.
Fangshanlinjen trafikerar 16 stationer och är 31,8 km lång.
Fangshanlinjen öppnade 30 december 2010 med 10 stationer från Dabaotai till  Suzhuang. 31 december 2011 kopplades linjen samman med Linje 9 vid Guogongzhuang.

## Lista över stationer
Från nordost mot sydväst:
- Dongguantounan (东管头南) (byte till      Linje 16)
- Capital Univ. of Economics & Business (首经贸) (byte till      Linje 10)
- Huaxiang Dongqiao (花乡东桥)
- Baipenyao (白盆窑)
- Guogongzhuang (郭公庄) (byte till      Linje 9)
- Dabaotai (大葆台)
- Daotian (稻田)
- Changyang (长阳)
- Libafang (篱笆房)
- Guangyangcheng (广阳城)
- Liangxiang University Town North (良乡大学城北)
- Liangxiang University Town (良乡大学城)
- Liangxiang University Town West (良乡大学城西)
- Liangxiang Nanguan (良乡南关)
- Suzhuang (苏庄)
- Yancundong (阎村东) (byte till      Yanfanglinjen)